# Киминг
Киминг (нем. Chieming) — община в Германии, в земле Бавария. 
Подчиняется административному округу Верхняя Бавария. Входит в состав района Траунштайн.  Население составляет 4538 человек (на 31 декабря 2010 года). Занимает площадь 37,74 км².

## Известные жители
- Отто Вагенер, начальник штаба СА (1929—1930) и военный преступник в годы 2-й мировой войны.